# Pseudagrion macrolucidum
Pseudagrion macrolucidum là một loài chuồn chuồn kim trong họ Coenagrionidae.
Pseudagrion macrolucidum được miêu tả khoa học năm 1968 bởi Aguesse.